# Machnówka
Machnówka – wieś w Polsce położona w województwie podkarpackim, w powiecie krośnieńskim, w gminie Chorkówka.
| SIMC    | Nazwa          | Rodzaj    |
| ------- | -------------- | --------- |
| 0347376 | Koniec         | część wsi |
| 0347382 | Pasze          | część wsi |
| 0347399 | Pikule         | część wsi |
| 0347407 | Pod Górami     | część wsi |
| 0347413 | Poręby Średnie | część wsi |

Wieś duchowna Machnówka, własność opactwa cystersów koprzywnickich położona była w drugiej połowie XVI wieku w powiecie bieckim województwa krakowskiego. W latach 1975–1998 miejscowość administracyjnie należała do województwa krośnieńskiego.